# Xiaochang Xiang
Xiaochang Xiang (kinesiska: 小厂, 小厂乡) är en socken i Kina. Den ligger i provinsen Yunnan, i den sydvästra delen av landet, omkring 430 kilometer väster om provinshuvudstaden Kunming. Antalet invånare är 9 415. Befolkningen består av 4 483 kvinnor och 4 932 män. Barn under 15 år utgör 22,0 %, vuxna 15-64 år 68 %, och äldre över 65 år 8,0 %.
Genomsnittlig årsnederbörd är 1 537 millimeter. Den regnigaste månaden är juli, med i genomsnitt 402 mm nederbörd, och den torraste är januari, med 4 mm nederbörd.